# Hypoponera aliena
Hypoponera aliena es una especie de hormiga del género Hypoponera, subfamilia Ponerinae. 

## Distribución
Esta especie se encuentra en Brasil, Colombia, Panamá y Perú.